# Paul Durand (écrivain)
Pour les articles homonymes, voir Paul Durand et Durand.
 (janvier 2020).
Si vous disposez d'ouvrages ou d'articles de référence ou si vous connaissez des sites web de qualité traitant du thème abordé ici, merci de compléter l'article en donnant les références utiles à sa vérifiabilité et en les liant à la section « Notes et références ».
Paul Durand, né le 16 juin 1930 à Verfeil-sur-Seye en Tarn-et-Garonne et mort le 6 janvier 2019 à Villefranche-de-Rouergue, est un écrivain français.

## Biographie
(juin 2013).
- 1952-1955 : ouvrier caoutchoutier puis chef d'équipe à la société Targa, à Moissac (Tarn-et-Garonne)
- 1956 : Institut d'agronomie tropicale, boulevard de la Belle Gabrielle, Vincennes (Val-de-Marne).
- 1957-1960 : Chef de secteur du paysannat sur le Canal Hellot, Morondava, côte Ouest de Madagascar. Entretien du réseau hydraulique, création de coopératives, formation de cadres malgaches. La relation de cette expérience est consignée dans On ne revient jamais de Madagascar.
- 1960 : École des cadres des maisons familiales d'apprentissage rural à Crépy-en-Valois (Oise)
- 1961 : Conseiller agricole sur la zone témoin de Decazeville (Aveyron)
- 1962-1969 : Ingénieur régional de la Chambre d'agriculture à Villefranche-de-Rouergue (Aveyron) (encadrement, animation, conception)
- 1969-1990 : Responsable de la rédaction de La Volonté paysanne, hebdomadaire agricole et rural, organe de la profession agricole aveyronnaise
- 1990-1999 : Retraité, bénévole et administrateur à l'ASTI (Association de soutien aux travailleurs immigrés : alphabétisation, suivi scolaire, animation).
- 2000-2005 : Bénévole et administrateur au Secours populaire français, secrétaire fédéral aux actions internationales.

## Œuvres
- On ne revient jamais de Madagascar - Lasa Olombelona, Karthala, coll. Chrétiens en liberté, 2002, 208 p. - À partir de lettres écrites entre juin 1957 et janvier 1960 l'ouvrage rend compte des dernières années de la colonisation française à Madagascar, qui furent aussi les premières de l'indépendance malgache.
- Je suis né deux fois, L'Harmattan, coll. Graveurs de Mémoire, 2006, 255 p. - En une soixantaine de séquences, de l'enfance à l'âge des bilans, le livre extrait les enseignements de la mémoire de son auteur. L'abandon de la religion au profit de la foi constitue le thème majeur du récit, parcourant l'Algérie, Madagascar, la Chine, et traversant l'effondrement de la condition paysanne.
- Giboulées sur les clochers, éd. Elzévir, 2010, 43 p. - Recueil de calligrammes pour dire que Jésus fut un libre penseur.
- Paraboles paysanne, éd. Pages Crystal 2015 -Un appel au rassemblement de la jeunesse du monde[3].